# Trastorno bipolar (álbum)
Trastorno bipolar es el segundo álbum de estudio del rapero y MC español Porta. Tiene colaboraciones de Soma, Christian (él mismo), Psy 4 de la Rime, h0lynaight, Santaflow y Norykko. Consiguió más de 15.000 vendidos. En total 16 temas, (más un tema inédito publicado en su canal de Youtube) producidos por Soma, grabados, mezclados y masterizados en Lebuqe Estudios a finales de 2008 y principios de 2009.

## Lista de canciones
| N.º     | Título                                                         | Escritor(es)                                  | Productor(es)                    | Duración |  |
| 1.      | «Sigo con mi obra»                                             | Porta                                         | Equisman                         | 3:20     |  |
| 2.      | «Espejismos»                                                   | Porta                                         | Soma                             | 4:46     |  |
| 3.      | «Trastorno bipolar» (Con Christian)                            | Porta                                         | Crim                             | 5:43     |  |
| 4.      | «Nota de suicidio» (Con Soma)                                  | Porta / Soma                                  | Soma, Moisés P. Sánchez          | 5:12     |  |
| 5.      | «Hundir tu flota»                                              | Porta                                         | Equisman                         | 4:12     |  |
| 6.      | «Imagina»                                                      | Porta                                         | Soma, Moisés P. Sánchez          | 3:57     |  |
| 7.      | «Entra en la arena» (Con Psy 4 de la Rime)                     | Porta / Segnor Alonzo / Don Vicenzo / Soprano | DJ Sya Styles                    | 3:43     |  |
| 8.      | «Preso de la soledad»                                          | Porta                                         | Soma                             | 4:17     |  |
| 9.      | «Querida alma gemela»                                          | Porta                                         | Soma, Moisés P. Sánchez          | 3:48     |  |
| 10.     | «Zorra enchufada, vendido cabrón» (Con h0lynaight y Santaflow) | Porta / h0lynaight / Santaflow                | Santaflow                        | 5:09     |  |
| 11.     | «Confesiones»                                                  | Porta                                         | Crim                             | 3:55     |  |
| 12.     | «La bella y la bestia» (Con Norykko)                           | Porta / Norykko                               | Santaflow                        | 5:09     |  |
| 13.     | «Voces en mi interior» (Con Santaflow)                         | Porta / Santaflow                             | Santaflow                        | 6:15     |  |
| 14.     | «Haciendo historia»                                            | Porta                                         | Crim                             | 4:57     |  |
| 15.     | «Sin fin»                                                      | Porta                                         | Soma, Moisés P. Sánchez          | 1:37     |  |
| 16.     | «Nueva generación»                                             | Porta                                         | Soma, Moisés P. Sánchez el gordo | 4:33     |  |
| 1:10:36 |                                                                |                                               |                                  |          |  |

- Datos: Q6151879